# Уи-Бейго

Карта распространения Саргатской и Кулайской археологических культур

Уи-Бейго (Уи бэй го, кит. трад. 北烏伊別國, упр. 北乌伊别国, пиньинь běiwūyībiéguó, палл. бэйуибего, буквально: «Северное Уи отдельное государство; Северное Уи») — государство южносибирских и приуральских угров в китайских хрониках III века н. э. Располагалось вблизи современного Омска. Упомянуто в династийной истории Сань-го чжи. Угры имели свою организацию, которую китайские географы называли Уи-Бейго (Уи-Бэйго) — Угорское Северное государство.

## Поиски прародины угров и венгров в Сибири
Основоположник уралистики М. А. Кастрен считал отправной точкой для поисков прародины финно-угров Алтай. В 1860-х годах финский археолог Й. Р. Аспелин пытался найти археологические доказательства гипотезы Кастрена, выводя в районе Алтая и Саян урало-алтайскую бронзовую культуру. Из этой культуры финно-угры выделились в северном и западном направлениях.
В 1951 году В. Н. Чернецов выдвинул гипотезу о прародине древних угров на территории юга Западной Сибири и, в частности, о решающей роли усть-полуйской археологической культуры (V—II вв. до н. э.), считая последнюю отправной точкой для выделения древних венгров — к этой же точке зрения присоединилась В. И. Мошинская.
Гипотезу Кастрена и Аспелина в середине XX века поддержал венгерский исследователь Эрик Мольнар.